# Nilus ornatus
Nilus ornatus là một loài nhện trong họ Pisauridae.
Loài này thuộc chi Nilus. Nilus ornatus được Lucien Berland miêu tả năm 1924.